# Jan Trávníček
Jan Trávníček (* 20. května 1976 Plzeň) je český cestovatel a horolezec. Původním povoláním geodet. Působí také jako pedagog, manažer hudební skupiny a organizátor cyklistických závodů. V současnosti tráví téměř půl roku z roku svůj čas v Nepálu, kde se svojí přítelkyní Miroslavou Jirkovou průvodcují a jsou spoluzakladatelé první české hospody v Kathmandu Czech Pub. Ve vysokých horách začal lézt v roce 2000. Do roku 2014 úspěšně vylezl na čtyři osmitisícovky. V letech 2009 a 2011 spolu s Jakubem Vaňkem vystoupili na Gašerbrum I a Manáslu. Roku 2012 potom s Radkem Jarošem úspěšně zdolali vrchol desáté nejvyšší hory světa Annapurny. Stali se tak teprve čtvrtým a pátým Čechem na vrcholu této hory. S Jarošem v červenci roku 2014 podnikl expedici na K2. Tato expedice byla úspěšná a Jaroš s Trávníčkem, se stali teprve čtvrtým a pátým Čechem, kteří dokázali na K2 vystoupit, navíc bez použití kyslíkových přístrojů.
Následovaly výstupy na Cho Oyu, kde organizoval expedici, coby podporu nevidomému horolezci Janu Říhovi. Sám úspěšně vystoupil na vrchol. Další úspěšný výstup na osmitisícový vrchol následoval na podzim roku 2021 zopakováním výstupu po 10 letech opět na Manáslu a ve stejné sezóně na ikonický Ama Dablam.

## Úspěšné výstupy na osmitisícovky
- 2009 Gašerbrum I (8 068 m n. m.)
- 2011 Manáslu (8 163 m n. m.)
- 2012 Annapurna (8 091 m n. m.)
- 2014 K2 (8 611 m n. m.)
- 2016 Čo Oju (8 201 m n. m.)[3]
- 2021 Manáslu (8 163 m n. m.)
- 2024 Broad Peak (8 051 m n. m.)

## Další expedice
- 2015 Manáslu, výstup čtyřčlenné výpravy skončil v C4 (7 400 m n. m.) záchrannou akcí na pomoc francouzsko-rakouské dvojici, za kterou obdrželi Cenu Fair play.[4][5]
- 2018 Manáslu, výstup dvojčlenné expedice "Tráva" s Miroslavou Jirkovou skončil v C4 (7 600 m n. m.) kvůli počasí
- 2019 Ama Dablam (6 812 m n. m.), výstup ukončen cca 300 m pod vrcholem
- 2021 Ama Dablam (6 812 m n. m.)), vrchol